# Golfo de Hauraki

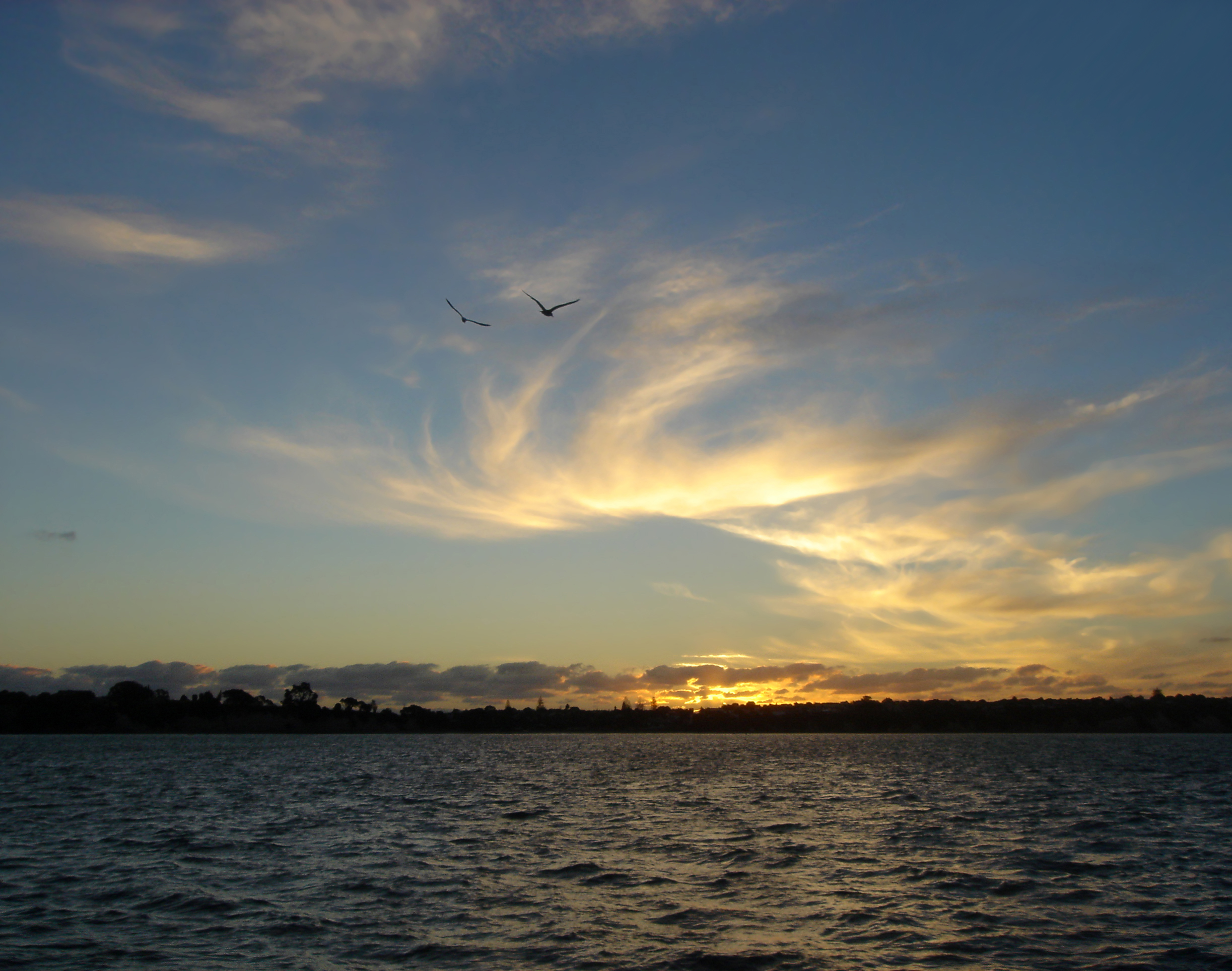
Atardecer en el golfo de Hauraki

El golfo de Hauraki es un golfo marino de Nueva Zelanda que se encuentra en la costa noroccidental de la isla del Norte, en aguas del océano Pacífico Sur. Se extiende por una superficie de cerca de 4000 km² y separa la región de Auckland, de la península de Coromandel y la llanura de Hauraki. 
En lengua maorí el término Hauraki significa viento del norte.

## Islas
La costa del golfo es muy irregular, con dos grandes sangrados correspondientes al puerto de Waitemata, en la costa occidental, y el Fitth of Thames, en la parte meridional. En el oeste del golfo hay una hilera de islas localizadas en la embocadura del puerto de Waitemata, uno de los dos puertos de la ciudad de Auckland. La hilera de islas incluye las islas Ponui (18 km²), Waiheke (93 km²), Tiritiri Matangi y Rangitoto (un volcán extinto, con 23,11 km²), unida por un puente a la isla de Motutapu (15,09 km²). Estas islas están separadas de la isla del Norte por el estrecho de Tamaki y por el canal de Rangitoto.
En el golfo también hay otras islas: en el interior, Browns, Motuihe, Pakihi, Pakatoa, Rakino y Rotoroa; en el lado de sotavento de la costa de la península de Coromandel, Whanganui y Motukawao; y en el borde exterior del golfo, la isla Channel.